# Los Cinco (serie)
Los Cinco (título original The Famous Five) es una colección de libros publicados por la escritora inglesa Enid Blyton, en los que un grupo de dos chicas y dos chicos, en compañía de un perro, ejercen como detectives ante numerosas situaciones en las que se combina el misterio y la aventura.
La colección fue escrita a lo largo de las décadas de 1940, 1950 y 1960.
Los protagonistas de la trama son los hermanos Julián, Dick y Ana, su prima Jorgina (Jorge) y el perro de ésta, Tim. Las historias suelen desarrollarse en Kirrin, el pueblo de Jorgina, durante las vacaciones. Las escenas varían según los libros: en ocasiones en la propia casa de Jorgina, en otras en la Isla de Kirrin (propiedad de Jorgina), en casas de otros amigos, páramos, hostales, etc. A lo largo de la colección "Los Cinco" se encuentran con misterios tales como contrabando, robos, secuestros, tesoros, etc. 
Los Cinco ha sido una de las colecciones de literatura juvenil más populares del siglo XX.

## Personajes

### Los cinco
- Julián: Es el mayor de los cinco. Es primo de Jorge y hermano mayor de Dick y Ana. Es alto, fuerte e inteligente así como protector, responsable y amable. Su ingenio y confiabilidad son a menudo destacados por tía Fanny. Es el líder del grupo. Es muy protector con su hermana pequeña Ana, más asustadiza que el resto, por lo que a veces obliga a Jorge a quedarse con ella para cuidarla. Al empezar la saga, Julián tiene 12 años.

- Dick: Tiene un gran sentido del humor, pero también es confiable y amable como su hermano. Tiene la misma edad que su prima Jorge, 11 años al inicio de la serie, uno menos que Julián y uno más que Ana. Dick cuida mucho de Ana y siempre trata de animarla cuando le ocurre algo. Tiene un papel heroico en Los cinco y el tesoro de la isla. Usa su sentido común y salva al resto del grupo en numerosas aventuras aunque en ocasiones Julián tiene que "pararle los pies".

- Jorge (Jorgina): Es la prima de Julián, Dick y Ana. No le gusta ser chica porque cree que la gente opina que por ello es menos valiente. Es la razón por la que pide que la llamen Jorge, tiene el pelo muy corto y se viste como un chico. Es obstinada y valiente por naturaleza y, como su padre el científico Quintín Kirrin, tiene un gran temperamento. Enid Blyton confesó haber basado el personaje en ella misma.[1] Jorge tiene un perro llamado Timoteo (o Tim) por el que haría cualquier cosa. Suele enfadarse mucho cuando alguien la llama por su verdadero nombre o se ríen de Tim. A la vez, le encanta cuando alguien la llama Jorge o la confunden por un chico.

- Ana: Con 10 años al inicio de la serie, Ana es la menor del grupo. Es la más asustadiza y no disfruta de las aventuras tanto como los otros. Julián y Dick son muy protectores con ella. Al ir pasando aventuras se vuelve más valiente y útil para los demás. Disfruta con las tareas domésticas tales como organizar y preparar comidas y mantener los sitios donde se quedan ordenados y limpios, ya sea una cueva, casa, tienda de campaña o caravana. En Los cinco en el cerro del contrabandista se sugiere que puede ser claustrofóbica ya que se asusta en los espacios cerrados, pero todas las aventuras invariablemente llevan a los cinco a túneles, pozos, mazmorras u otros espacios cerrados y Ana no muestra más signos de claustrofobia.

- Tim, Timmy o Timoteo: Es el perro de Jorge y les acompaña en todas sus aventuras. Amigable, inteligente, afectuoso y leal a los cinco y a Jorge en particular, protege de ataques físicos a los chicos en múltiples ocasiones. Jorge adora a Tim y piensa que es el mejor perro del mundo. Suele enfadarse mucho si alguien le insulta. Es descrito como un perro grande, sin raza definida, que Jorge encontró abandonado. En el primer libro, los padres de Jorge le prohíben quedárselo tras hacer varias travesuras en Villa Kirrin, por lo que lo esconde con un pescador de la villa; pero al final del libro sus padres ceden y aceptan que se quede en la casa.

### Familia
- Tía Fanny: Es la madre de Jorge y tía de Julián, Dick y Ana. Está casada con Quintín Kirrin y es la figura materna principal de todos los libros. Cariñosa y atenta, se preocupa mucho por los chicos. A diferencia de su marido, es tranquila y afable y no suele enfadarse.

- Tío Quintín: En el primer libro se menciona que es hermano del padre de Julián, Dick y Ana. Está casado con Fanny, con quien tiene una hija: Jorge. Es un científico famoso en todo el mundo. Es secuestrado o tomado como rehén en numerosas aventuras de los chicos. Igual que su hija, tiene un temperamento muy fuerte y no le gusta que los niños pasen las vacaciones en su casa. A pesar de eso, quiere a su familia y está muy orgulloso de su hija.

- Padres de Julián, Dick y Ana: Apenas aparecen en los libros, aunque son mencionados en diversas ocasiones. Suelen mandar a sus hijos a villa Kirrin con sus tíos durante las vacaciones.

### Otros personajes
Existes algunos personajes que salen en más de una de las aventuras de Los Cinco. 
- Juana: se trata de la cocinera de la familia de Jorge y, aunque sale en varios libros, no tiene un papel importante durante las aventuras de estos.
- Señor y Señora Sanders: son un matrimonio de granjeros que cuidan y viven en la granja Kirrin. Ambos aparecen en el libro Otra aventura de los Cinco.
- Alf (Alfredo): es un joven pescador que se hizo cargo de los cuidados de Timoteo durante el primer libro Los Cinco y el tesoro de la isla. Alf se menciona y aparece en el libro mencionado anteriormente y en el libro de Los Cinco se Escapan. Vive en la bahía de Kirrin.
- Jaime: es un niño hijo de un pescador, probablemente familiar de Alf, que se hizo cargo de los cuidados de Timoteo durante el primer libro Los Cinco y el tesoro de la isla. Jaime se menciona y aparece en el libro Los Cinco otra vez en la isla de Kirrin. También vive en la bahía de Kirrin.
- Jo: es una niña zíngara que vive en la misma zona que los protagonistas. Sale en tres de los libros de la colección. Es una niña hábil, astuta, que se ha criado en la calle y ayuda en tres ocasiones a Los Cinco.
- Husmeador: se trata de otro niño huérfano que ayuda a Los Cinco en Los Cinco en el páramo misterioso.
- Guardacostas: es gran amigo de los niños, vive en la bahía de Kirrin en una casita blanca sobre las rocas cerca del acantilado.

- "Manitas" (hijo de un colega de Quintín) y su mono Travieso también aparecen en dos libros.

### Familia Lenoir
La familia Lenoir aparece en el libro de Los Cinco en el Cerro del Contrabandista.
- Pedro Lenoir: también llamado Hollín por el resto de los niños, es el compañero de clase de Julián y Dick, aparece en el libro de Los Cinco en el Cerro del Contrabandista junto a toda la familia Lenoir.
- Maribel Lenoir: es la hermanastra de Pedro (Hollín) Lenoir que se une a las aventuras de los niños junto a su hermanastro. Los Cinco opinan que ella parece una muñeca, como su madre.
- Señor Lenoir: es el padrastro de Pedro Lenoir y el padre de Maribel Lenoir, del que, los niños, sospechaban de ser un contrabandista.
- Señora Lenoir: es la madre de Pedro Lenoir y Maribel Lenoir, todos opinan que es una mujer muy dulce aunque parece muy reservada.

## La colección
Los veintiún títulos, en orden cronológico, son:
- Los Cinco y el tesoro de la isla (Five on a treasure island,1942)
- Otra aventura de los Cinco (Five go adventuring again, 1943)
- Los Cinco se escapan (Five run away together, 1944)
- Los Cinco en el Cerro del Contrabandista (Five go to Smuggler's Top, 1945)
- Los Cinco en la caravana (Five go off in a caravan, 1946)
- Los Cinco otra vez en la Isla de Kirrin (Five on Kirrin Island again, 1947)
- Los Cinco van de camping (Five go off to camp, 1948)
- Los Cinco se ven en apuros (Five get into trouble, 1949)
- Los Cinco frente a la aventura (Five fall into adventure, 1950)
- Un fin de semana de Los Cinco (Five on a hike together, 1951)
- Los Cinco lo pasan estupendo (Five have a wonderful time, 1952)
- Los Cinco junto al mar (Five go down to the sea, 1953)
- Los Cinco en el páramo misterioso (Five go to mystery moor, 1954)
- Los Cinco se divierten (Five have plenty of fun, 1955)
- Los Cinco tras el pasadizo secreto (Five on a secret trail, 1956)
- Los Cinco en Billycock Hill (Five go to Billycock Hill, 1957)
- Los Cinco en peligro (Five get into a fix, 1958)
- Los Cinco en la granja Finniston (Five on Finniston Farm, 1960)
- Los Cinco en las Rocas del Diablo (Five go to Demon's Rocks, 1961)
- Los Cinco han de resolver un enigma (Five have a mystery to solve, 1962)
- Los Cinco juntos otra vez (Five are together again, 1963)

En Inglaterra se publicó en 2011 otro libro de relatos breves de los Cinco, escritos por Enid Blyton y titulado The Famous Five Short Story Collection.
La colección de los Cinco fue publicada en España por Editorial Juventud en los años 60 del siglo XX. Ha habido algunas reediciones, como las de RBA (RBA Coleccionables S.A.), un grupo de comunicación español fundado en Barcelona, en 2007 y también fueron publicados los libros en España por Lectorum Pubns con la primera entrega en 2016.
Y en Francia (posteriormente también en España) se publicó una supuesta segunda colección sobre los Cinco, obra de Evelyn Lallemande. Pero, descontando los nombres de los personajes y poco más, cualquier parecido con la original es pura coincidencia.

## Televisión
Una primera serie televisiva fue rodada entre 1978 y 1979 por la Southern Television para ITV network del Reino Unido en episodios de 30 minutos. Estuvo protagonizada por Michele Gallagher, Marcus Harris, Gary Russell y Jenny Thanisch. Fue editada en vídeo hasta 1999.
En una segunda ocasión, durante 1996 y 1997, se rodó una nueva serie con la colaboración de HTV, Zenith North y el canal alemán ZDF, también para la ITV del Reino Unido. De esta última serie Jemima Rooper (Jorge) es la actriz más conocida. Se editó en varias ocasiones en VHS y DVD. Estos actores sirvieron además para ilustrar las portadas de una reedición de las novelas.
La productora alemana Constantin Film produjo en 2012 una serie de 5 películas para televisión, disponibles en DVD en alemán y español: "Las aventuras de Los Cinco", "Los Cinco y el misterio de la joya escondida", "Los Cinco y la isla del tesoro", "Los Cinco y el secreto de la pirámide" y "Los Cinco y el valle de los dinosaurios".